# Antón de Marirreguera
 Pronunciació: (?·pàg.)
Antón González Reguera, conegut com a Antón de Marirreguera és l'autor de la que es considera la primera obra literària conservada en asturià, el Pleitu ente Uviéu y Mérida pola posesión de les cenices de santa Olaya, escrita el 1639. Altres obres seves són el poema Diálogu políticu, les faules Dido y Eneas i Hero y Lleandro i els entremesos L'ensalmador, L'alcalde i Los alcaldes.

## Elements biogràfics
Antón González Riego va néixer en els primers anys del segle xvii a Llorgozana (Carreño), en una família de gentilhomes. De la mare, que es deia María González Riego, procedeix l'àlies d'Antón de Marirreguera. Es creu el seu pare s'anomenava Pedro Álvarez Hevia i que va morir jove; en quedar orfe de pare i emprendre estudis eclesiàstics, seguint la tradició materna, va poder prendre el cognom de la seva mare. Això explicaria que, en alguns manuscrits, aparegui amb el nom d'Antonio Álvarez.
Després d'estudiar Llatí, Humanitats i Teologia en la Universitat d'Oviedo, va ser ordenat sacerdot en 1631 i més tard, es va fer càrrec de diverses parròquies en Carreño. En els padrons de hidalguía d'aquest concejo apareix amb el nom d'Antonio González Riego com capellà de Priendes en 1640 i 1644. En 1645 apareix com a capellà d'Albandi, però amb el nom d'Antonio González Moñiz, al prendre el cognom del seu oncle Xoan Moñiz, qui el va precedir en la mateixa parròquia. En la documentació d'Albandi segueix apareixent com a rector fins a 1661, quan és succeït en el càrrec pel seu nebot Xuan Rodríguez Riego. Al no aparèixer als padrons d'hidalguia de 1662, se suposa que va deure morir entre 1661 i 1662.

## Obra
Antón de Marirreguera ja era conegut com a escriptor des que estudiava en la Universitat i les seves obres van arribar gran popularitat durane la seva vida. No obstant això, al transmetre's de forma manuscrita i fins a oralment, moltes d'elles es van perdre. Segons González Posada, el mateix Antón de Marirreguera va manar al seu nebot, poc abans de morir, que cremés alguns papers seus "perquè no es digui que un capellà es va entretenir en aquestes coses". Les obres perdudes de les quals es té constància són Los impuestos, Padrenuesu, Razonamientu ente Xuan Moñiz y Pero Suare i Décimes, a les que convé afegir Píramo y Tisbe, per considerar-se avui dia d'atribució dubtosa la versió recollida per Xosé Caveda y Nava.
La primera edició de les seves obres es deu a González Posada, qui publicà el Pleitu ente Uviéu y Mérida i la primera octava de Dido y Eneas a Memorias Históricas del Principado de Asturias y Obispado de Oviedo (1794).
Més tard, Xosé Caveda y Nava va incloure en la seva Colección de poesías en dialecto asturiano (1839) aquests dos poemes, afegint-hi Hero y Lleandro, Píramo y Tisbe, Diálogu políticu i L'ensalmador.
L'edició més recent, i la més completa, és la de Xulio Viejo, que es titula Fábules, Teatru y Romances (1997). En l'estudi introductori d'aquesta edició, es qüestiona l'atribució a Marirreguera de la faula de Píramo y Tisbe que recollí Caveda. Xulio Viejo considera probable que aquesta composició sigui obra de Benito de l'Auxa, encara que se sap que Marirreguera escriví una altra amb el mateix títol.
El maig de 2000, la Setmana de les Lletres asturianes fou dedicada a la seva obra. Amb aquest motiu, s'escenificà l'adaptació de L'ensalmador feta per Lluis Antón González i dirigida per Xulio Vixil. L'escriptor asturià, Marino Busto García, ha escrito sobre ell, el llibre titulat: "El Príncipe de los poetas asturianos, Antón de Marirreguera", Candás, Ayuntamiento de Carreño, 1985